# Кудаші
Куда́ші (рос. Кудаши, чув. Кăташ) — присілок у Чувашії Російської Федерації, у складі Чебаковського сільського поселення Ядринського району.
Населення — 284 особи (2010; 340 в 2002, 543 в 1979, 719 в 1939, 776 в 1926, 689 в 1897, 462 в 1858). Національний склад — чуваші, росіяни.

## Історія
До 1866 року селяни мали статус державних, займались землеробством, тваринництвом. На початку 20 століття діяли 3 вітряки, працювали майстерні, відкрито церковнопарафіяльну школу, з 1897 року — школа грамоти, у 1920-ті — початкова. 1931 року створено колгосп «Піонер». До 1927 року присілок входив до складу Ядринської та Малокарачкінської волостей Ядринського повіту, після переходу 1927 року на райони — у складі Ядринського району.

## Господарство
У присілку діють фельдшерсько-акушерський пункт, клуб, бібліотека, спортивний майданчик, магазин.